# 菲洛 (加利福尼亞州)
菲洛（英語：Philo）是位於美國加利福尼亞州門多西諾縣的一個人口普查指定地區。

## 地理
菲洛的座標為39°03′57″N 123°26′42″W / 39.06583°N 123.44500°W，而該地最高點為海拔高度101米（即331英尺）。

## 人口
根據2010年美國人口普查的數據，菲洛的面積為5.275平方千米，當中陸地面積為5.275平方千米，而水域面積為0.000平方千米。當地共有人口349人，而人口密度為每平方千米66人。